# Östra Öje
Östra Öje är en bebyggelse i Malungs socken Malung-Sälens kommun, Dalarnas län belägen strax sydost om den mer centrala bebyggelsen i Öje, som avgränsat till en separat småort. Fram till 2010 klassades denna bebyggelse, med ett drygt 50-tal invånare, som en egen småort.